# Steve Pickton
Steve Pickton ist ein britischer Techno-Musiker, DJ und Labelbetreiber, der unter Pseudonymen wie Stasis, Paul W. Teebrooke, Phenomyna, Skye oder Soul 223 in Erscheinung trat.

## Werdegang
Pickton wurde als Paul W. Teebrooke geboren, jedoch in sehr jungen Jahren adoptiert.
Er nahm zunächst ab den frühen 1990er Jahren Musik auf, die er unter dem Pseudonym Stasis auf Mike Goldings und Steve Rutters Label B12 Recordings veröffentlichte. 1993 erschien in Kooperation mit Golding und Rutter sein Debütalbum Redcell : Stasis. Gemeinsam mit Mark Broom veröffentlichte er unter dem Projektnamen Kapè Ill Miester ab 1994 mehrere Singles.
Im gleichen Jahr gründete er sein eigenes Label Otherworld Recordings als Sublabel von Kirk Degiorgios Applied Rhythmic Technology.

## Diskografie (Auswahl)

### Alben
- 1993: Redcell: Stasis – Redcell : Stasis (B12)
- 1994: Phenomyna – Unexplained (Applied Rhythmic Technology)
- 1995: Stasis – Inspiration (Peacefrog Records)
- 1996: Stasis – Fromtheoldtothenew (Peacefrog Records)
- 1997: Paul W. Teebrooke – Connections (Op-ART)
- 2003: Stasis – Past Movements (Compilation-Album; Peacefrog Records)

### Singles & EPs
- 1993: Stasis – Point Of No Return! (B12)
- 1993: Stasis / Nuron – Likemind 01 (Likemind)
- 1993: Stasis – Circuit Funk (Peacefrog Records)
- 1993: Stasis – Disco 4000 (Time Is Right)
- 1993: The Other World Collective – Artificial World (Peacefrog Records)
- 1994: Paul W. Teebrooke – Thing / 121346 (Otherworld Recordings)
- 1994: Phenomyna – ART 5.1 (Applied Rhythmic Technology)
- 1995: Phenomyna – ART 5.2 (Applied Rhythmic Technology)
- 1995: Stasis / Mark Broom + Dave Hill – Untitled (Pure Plastic)
- 1996: Stasis – History Of Future E.P. (Mo Wax Excursions)
- 1996: Phenomyna – Scratch (Otherworld Recordings)
- 1996: Paul W. Teebrooke – Nova (Op-ART)
- 1997: Stasis – Block (Pure Plastic)
- 1997: Stasis – Sound Of Stas (Multiplex)
- 1999: Skye – Skye Files Volume 2 (D.C. Recordings)
- 2001: Stasis / Remote – Split (Smallfish)
- 2005: Stasis / Allstars – Old Skool Reunion (Pure Plastic)
- 2006: Skye – The Backroom Soul E.P (Suite East Records)
- 2006: Soul 223 – All City EP (Soul Jazz Records)
- 2012: Soul 223 – Almost Like It Used To Be (Delsin)
- 2012: Soul 223 – Eastern Promise (Boe Recordings)
- 2012: Soul 223 – Blake Hall Boogie EP (Neroli)
- 2013: Soul 223 – Fear Of Stopping EP (Delusions Of Grandeur)
- 2014: Stasis – Artifax (Syncrophone)